# Shades of Blue
Shades of Blue  (no Brasil, Shades of Blue: Segredos Policiais) é uma série de televisão estadunidense criada por Adi Hasak e exibida pela NBC desde 7 de janeiro de 2016.
No Brasil, a série foi exibida pelo Universal TV e pela RecordTV diariamente no final da programação da emissora nas madrugadas. Na RecordTV sua última temporada foi exibida em julho de 2020. 
Em março de 2017 a série foi renovada para uma terceira temporada, em 4 de abril de 2018 a NBC anunciou que ela seria a última temporada contendo 10 episódios.

## Enredo
Harlee Santos (Jennifer Lopez) é uma detetive de Nova York (NYPD) e mãe solteira lutando com problemas financeiros. Quando ela é pega em uma operação anti-corrupção do FBI, ela deve escolher entre fazer a coisa certa e trair seus parceiros, ou passar longos anos na prisão.

## Elenco

### Elenco principal
- Jennifer Lopez como Harlee Santos
- Ray Liotta como Matt Wozniak
- Drea de Matteo como Tess Nazario
- Warren Kole como Robert Stahl
- Dayo Okeniyi como Michael Loman
- Hampton Fluker como Marcus Tufo
- Vincent Laresca como Carlos Espada
- Sarah Jeffery como Cristina Santos

### Elenco recorrente
- Santino Fontana como Stuart Saperstein
- Michael Esper como Donnie Pomp
- Otto Sanchez como Raul Mendez
- Lolita Davidovich como Linda Wozniak
- Gino Anthony Pesi como James Nava
- Annie Chang como Molly Chen
- Leslie Silva como Gail Baker